# Schmiedehammer

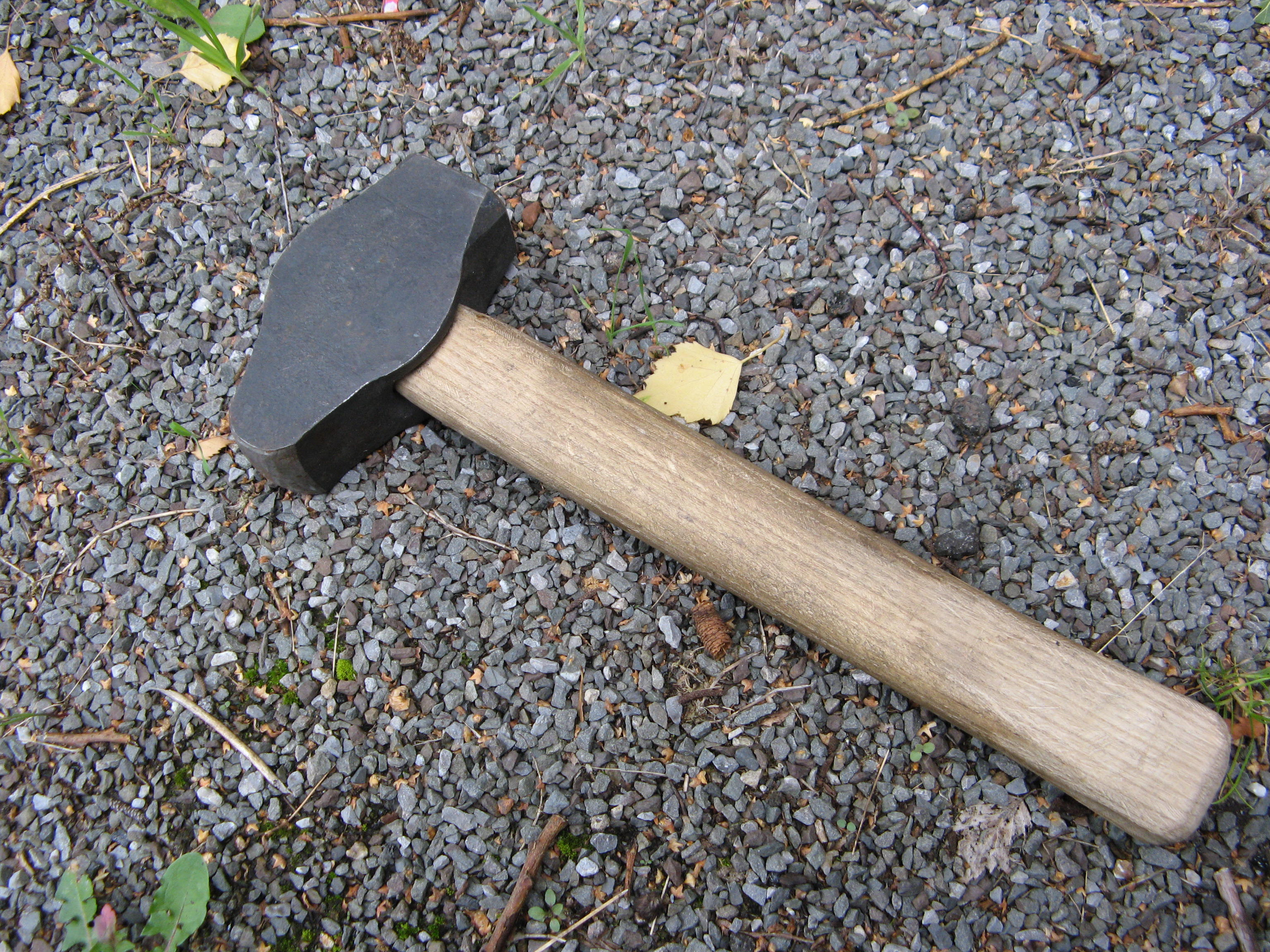
Schmiedehammer 1,5 kg handgeschmiedet

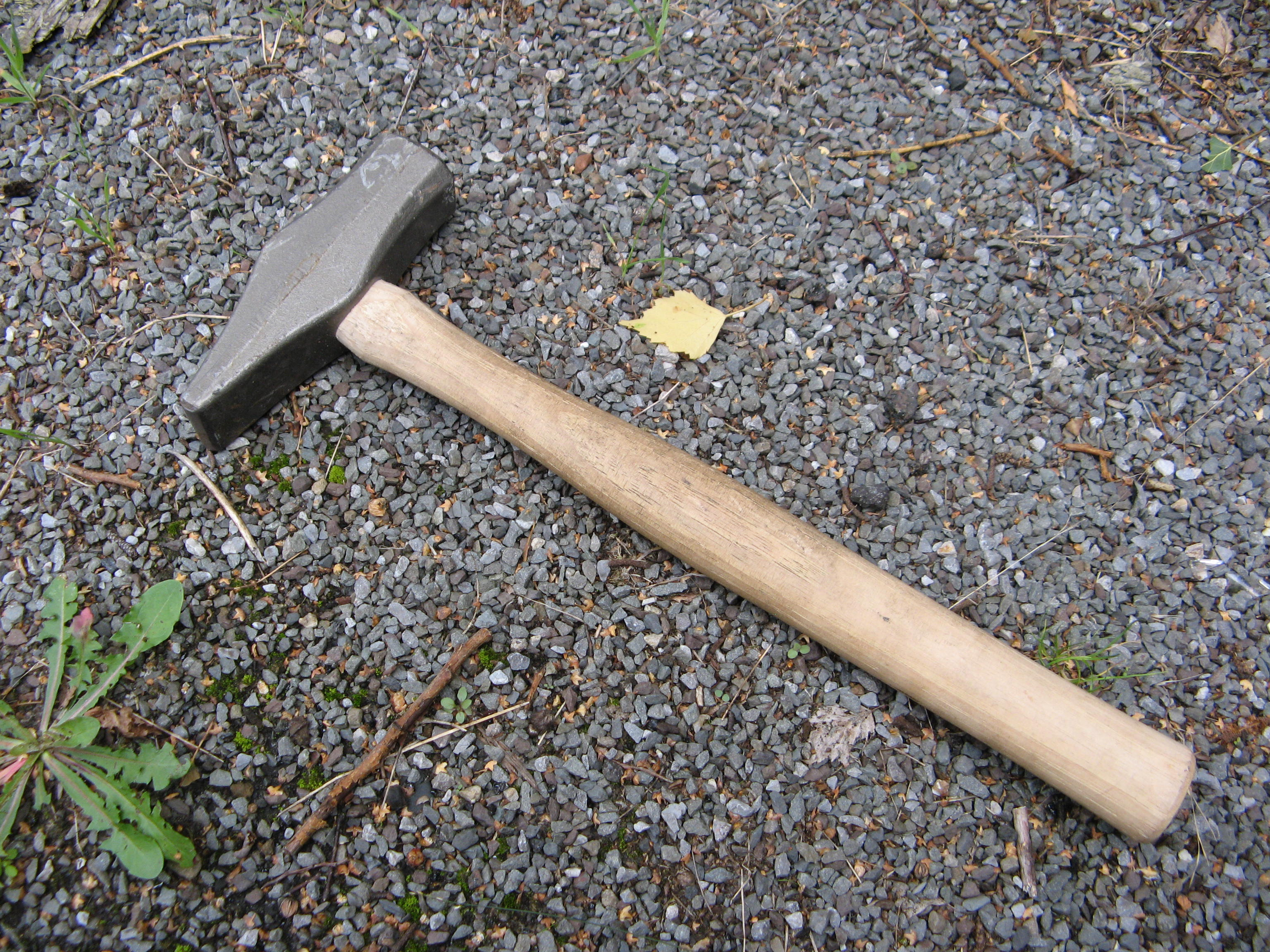
Schmiedehammer schwedische Form

Als Schmiedehammer bezeichnet man einen im Schmiedehandwerk eingesetzten Hammer.
Schmiedehämmer werden in drei Grundarten unterschieden: die einhändig zu verwendenden Handhämmer mit einer Kopfmasse von ein bis zwei kg, die zweihändig zu verwendenden Zuschlaghämmer (Vorschlag- bzw. Kreuzschlaghämmer) mit einer Kopfmasse von 3 bis 15 kg sowie die Hilfshämmer.
Je nach Aufgabenstellung finden sich bei den Hand- bzw. Zuschlaghämmern unterschiedliche Formen der Hammerbahn, von glatten Bahnen mit nur leicht gebrochenen Kanten am Flachhammer zum Schmieden ebener, glatter Flächen, über der verbreiteten nur schwach gewölbten Bahn sowie der zum Schmieden von Rundungen verwendeten stark gewölbten Bahn des Ballhammers bis hin zur kugeligen Bahn des bei Treib- oder Bleiarbeiten oder Kunstschmiedeaufgaben verwendeten Treibhammers.
Die Gruppe der Hilfshämmer ist außerordentlich umfassend, so gibt es beispielsweise Schrothämmer mit scharf geschliffener Finne zum Trennen von Metall, Lochhämmer zur Herstellung runder, ovaler oder eckiger Löcher, Schlichthämmer mit ebener, quadratischer Bahn zum Schlichten von Flächen oder Falzhämmer mit leicht gekrümmter und gerundeter Schneide zum Einarbeiten etwa des Falzes im Hufeisen. 
Die Hilfshämmer werden nicht unmittelbar auf das Werkstück geschlagen, sondern vom Vorschmied auf das Schmiedestück an der betreffenden Stelle positioniert und vom Zuschläger mit einem Zuschlaghammer durch Schlag auf den Hammerkopf aufgeschlagen bzw. in das Material eingetrieben. Um Prellschläge zu vermeiden, werden die Stiele der Hilfshämmer deshalb auch nur lose in das Hammerauge eingestielt.
Die Form der Handhämmer ist im Allgemeinen gedrungen, das heißt, sie sind bei gleicher Kopfmasse kürzer und dicker als ein Schlosserhammer ausgeführt. Handgeschmiedete Hämmer haben oft eine Verdickung um das Auge herum, so dass sie noch kürzer sein können. Da mit dem Schmiedehammer nur auf ungehärteten Stahl geschlagen wird, sind Bahn und Finne nicht besonders hoch gehärtet. Das Mittelteil, das Haus, wird wie bei allen Hämmern vom Härten ausgenommen und bleibt daher weich, um einem Prellen des Hammers vorzubeugen. Die schwedische Form des Schmiedehammers (Handhammers) ist jedoch länger und schlanker.